# Los sentimientos de un robot
Los Sentimientos de un Robot es el quinto álbum de estudio del cantante y rapero DrefQuila. Fue publicado el 16 de mayo de 2024, bajo el sello independiente BAH Music.

## Lanzamiento y recepción
El disco publicado el 16 de mayo de 2025, cuenta con trece sencillos y las colaboraciones de YSY A, Easykid, Joe Vasconcellos, Harry Nach, Gloria Simonetti, Kidd Voodo, Fuka, Red Fingers, Jonas Sanche, Ithan NY, Andy Lamur, y cuenta con las producciones de Ovyze como productor principal y las apariciones de Fran C, Hotline y Young High.  Uno de los objetivos del álbum es "sentir algo por primera vez", de allí proviene el nombre del proyecto, el artista refleja que todos en algún momento de nuestra vida vivimos en automático y busca combatir a los robots que todos somos en distintas épocas y tiempos.
A tan solo un mes de su lanzamiento el disco cosechaba 295 mil reproducciones diarias en Spotify. En conjunto, también hizo las presentaciones del proyecto en condición de sold-out en Argentina, Chile y México.

## Lista de canciones
| Los Sentimientos de un Robot |                                                   |                         |          |  |
| N.º                          | Título                                            | Productor(es)           | Duración |  |
| 1.                           | «Último día»                                      | Drefquila               | 3:18     |  |
| 2.                           | «2000's» (con YSY A)                              | Drefquila y Ovyze       | 3:52     |  |
| 3.                           | «Un call» (con Fuka y Red Fingers)                | Drefquila y Red Fingers | 2:44     |  |
| 4.                           | «Lo deberías pensar» (con Jonas Sanche)           | Drefquila               | 3:01     |  |
| 5.                           | «La receta» (con Easykid y Kidd Voodo)            | Drefquila y Ovyze       | 4:23     |  |
| 6.                           | «Bossa Lova» (con Joe Vasconcellos y Andy Lamur)  | Drefquila y Ovyze       | 3:15     |  |
| 7.                           | «2+1»                                             | Drefquila y Young High  | 2:24     |  |
| 8.                           | «Pegó fuerte» (con Harry Nach)                    | Drefquila y Young High  | 2:57     |  |
| 9.                           | «Las Flores Que Te Gustan» (con Gloria Simonetti) | Drefquila y Fran C      | 3:48     |  |
| 10.                          | «Despertador»                                     | Drefquila y Fran C      | 2:49     |  |
| 11.                          | «Botero Freestyle»                                | Drefquila y Ovyze       | 3:18     |  |
| 12.                          | «Llama a tu amiga» (con Ithan NY)                 | Drefquila y Ovyze       | 3:05     |  |
| 13.                          | «Pinky»                                           | Drefquila y Hotline     | 2:31     |  |